# Parc naturel de la forêt de Zielonka
Pour les articles homonymes, voir Zielonka (homonymie).
Le parc naturel de la forêt de Zielonka (en polonais : Park Krajobrazowy Puszcza Zielonka) , est un parc naturel de Pologne qui a été créé en 1993.
Couvrant 11 439 hectares, il est à cheval sur les gminas de Czerwonak, Kiszkowo, Murowana Goślina, Pobiedziska et Skoki. Le point culminant du parc est la colline de Dziewicza, au sud-ouest du parc, avec une hauteur de 143 mètres. Au sommet de cette colline se dresse une tour d'observation, utilisée pour repérer d'éventuels incendies forestier, mais également ouverte au public pour observer le parc.
Le parc possède également un arboretum près du village de Zielonka, avec près de 800 espèces d'arbres et buissons recensés.
En 2008, l'association inter-communale de la forêt de Zielonka a créé un circuit touristique afin de mettre en valeur 12 églises en bois autour du parc. Il comprend les églises de Długa Goślina, Skoki, Raczkowo, Jabłkowo, Łagiewniki Kościelne, Sławno, Kiszkowo, Rejowiec, Kicin, Wierzenica, Uzarzewo et Węglewo.

## Galerie d'images

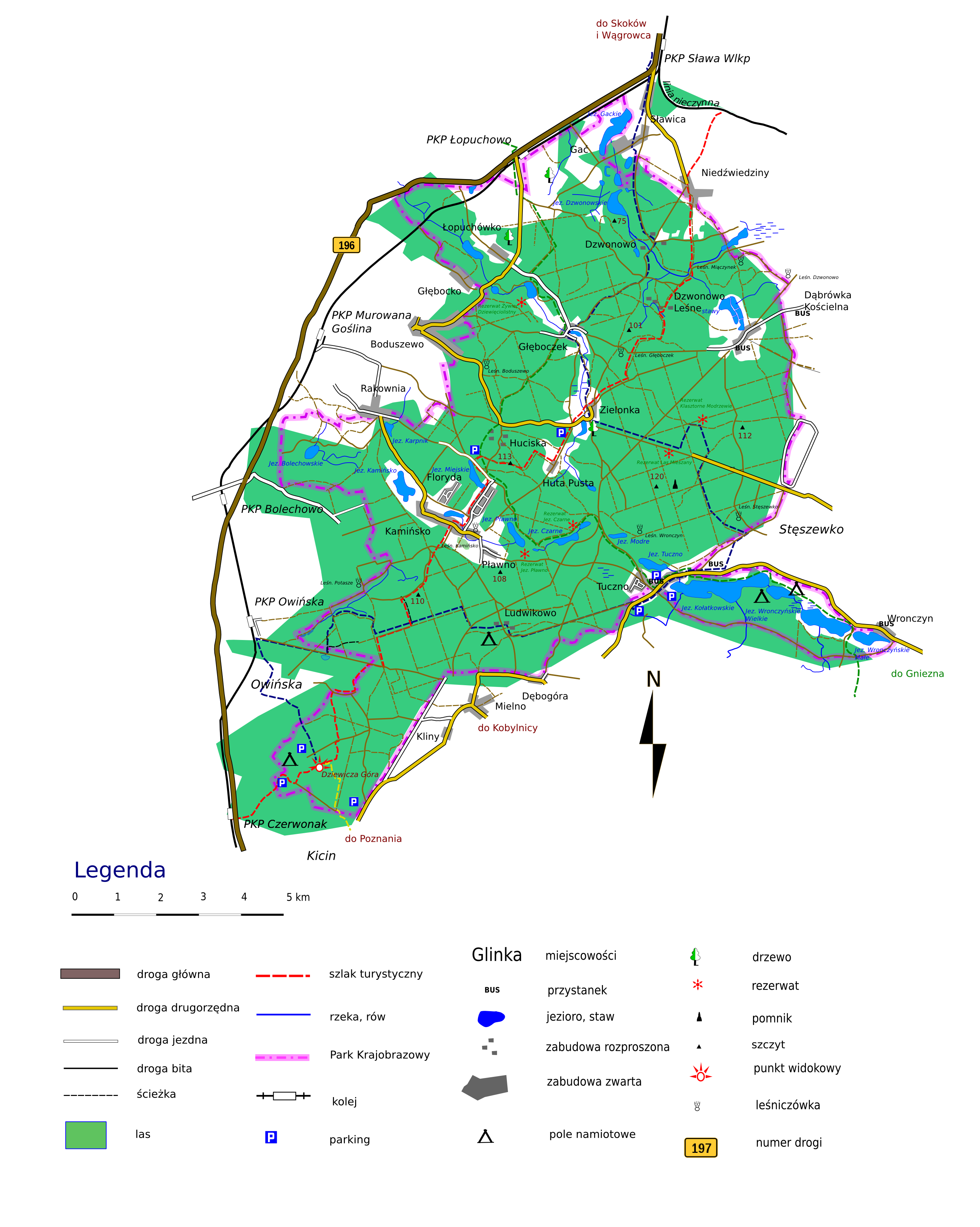
Carte du parc.
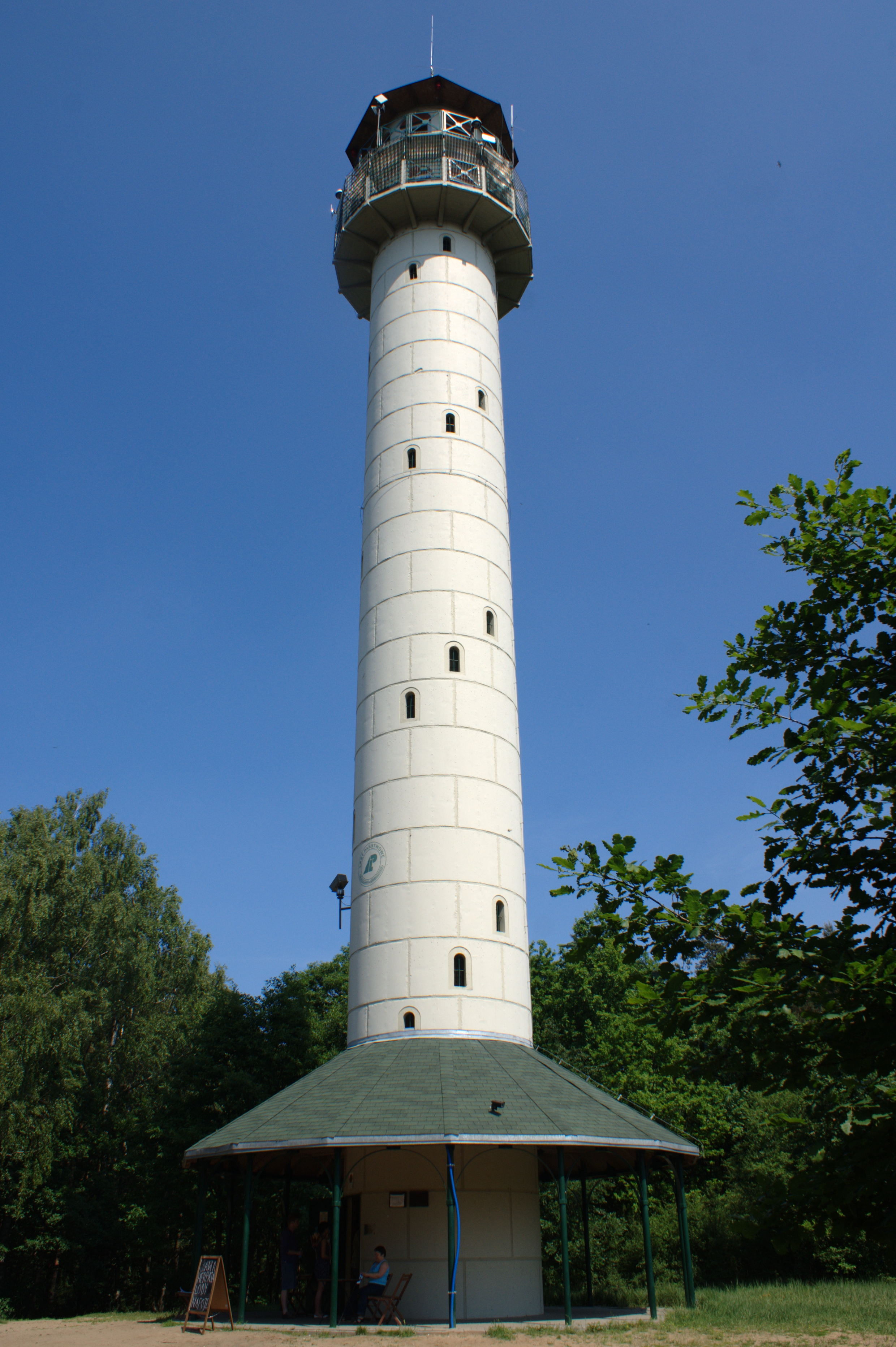
La tour d'observation en haut de la colline de Dziewicza.
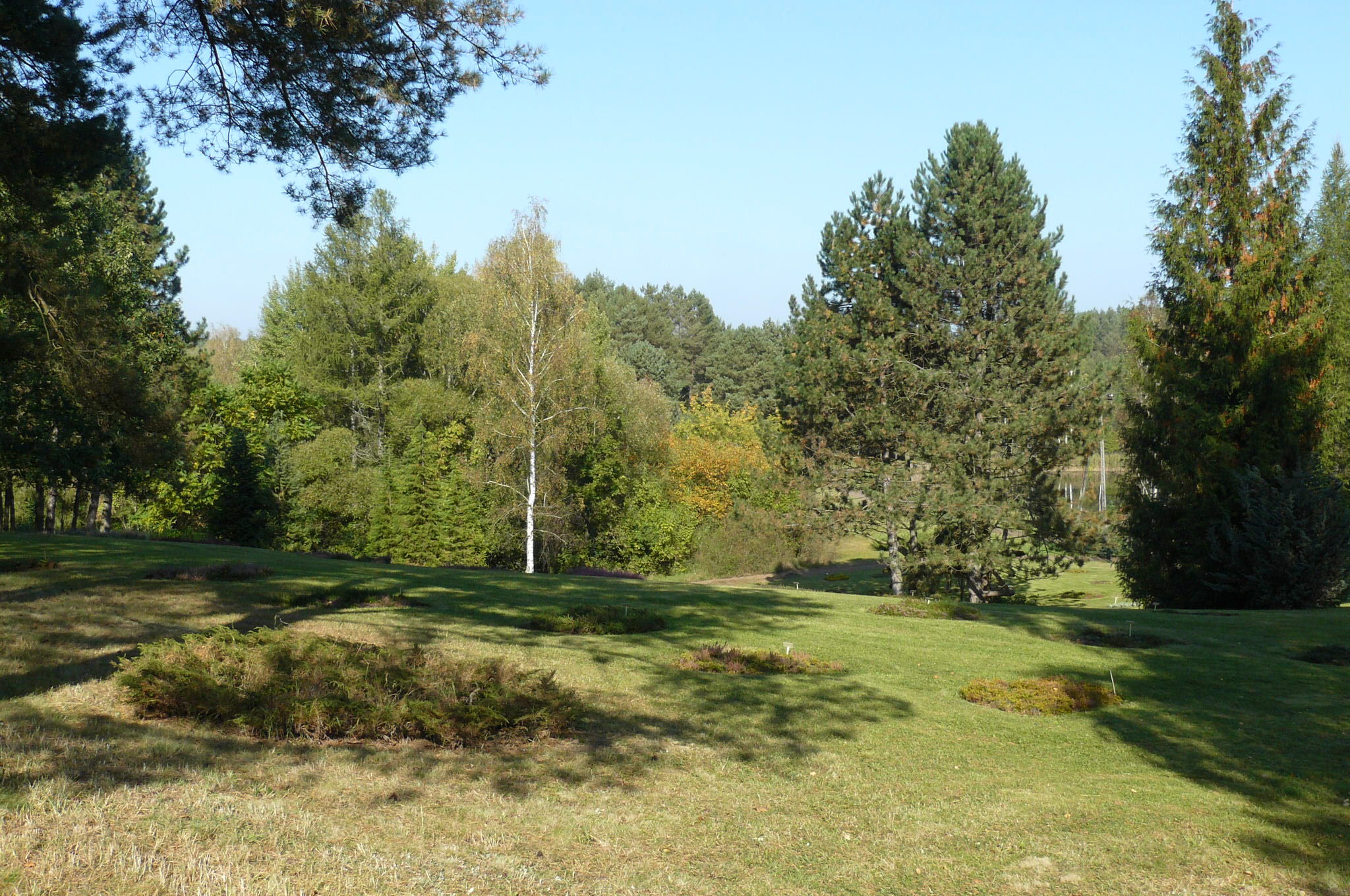
L'arboretum de Zielonka.
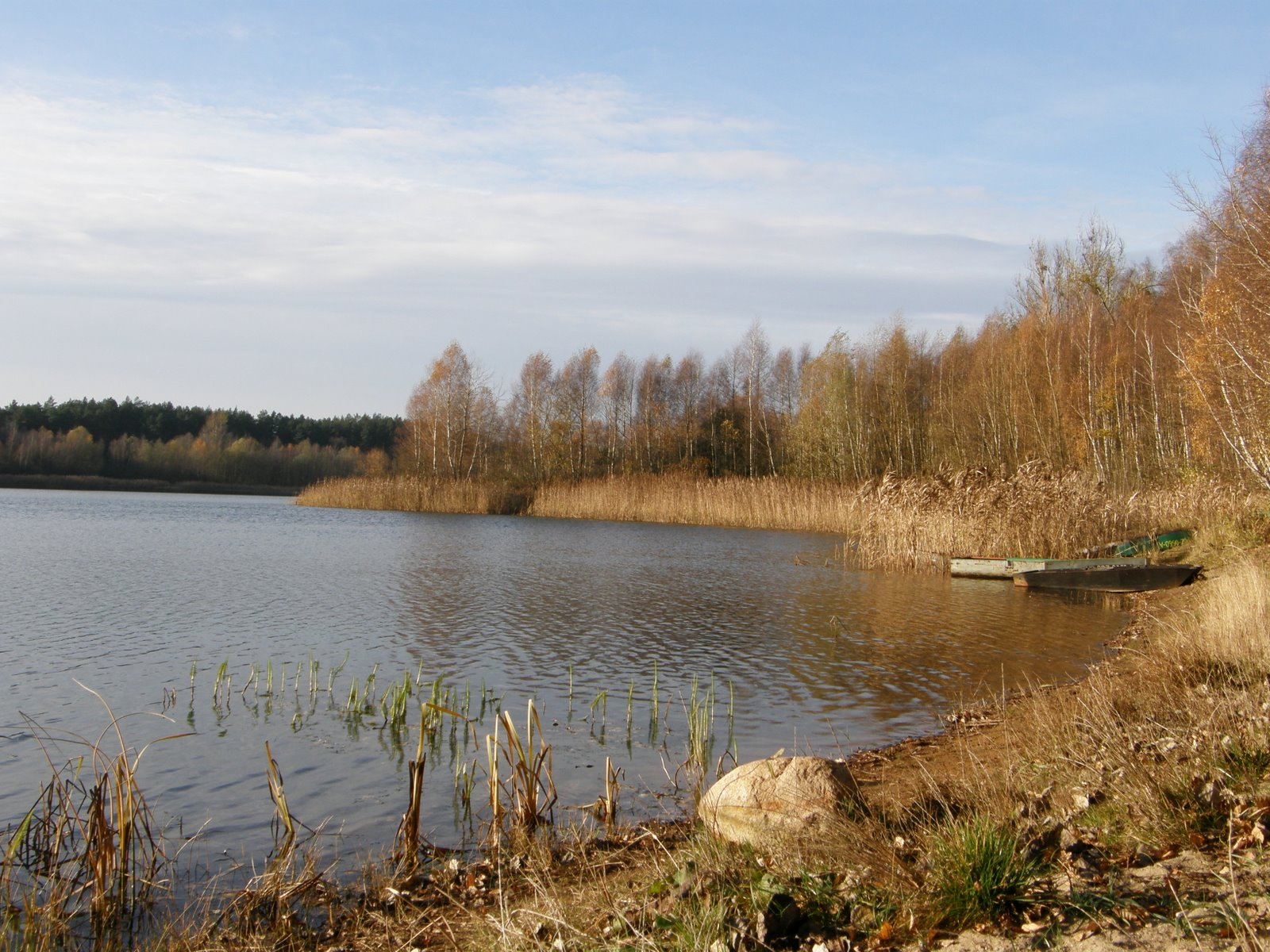
Le lac de Kamińsko.
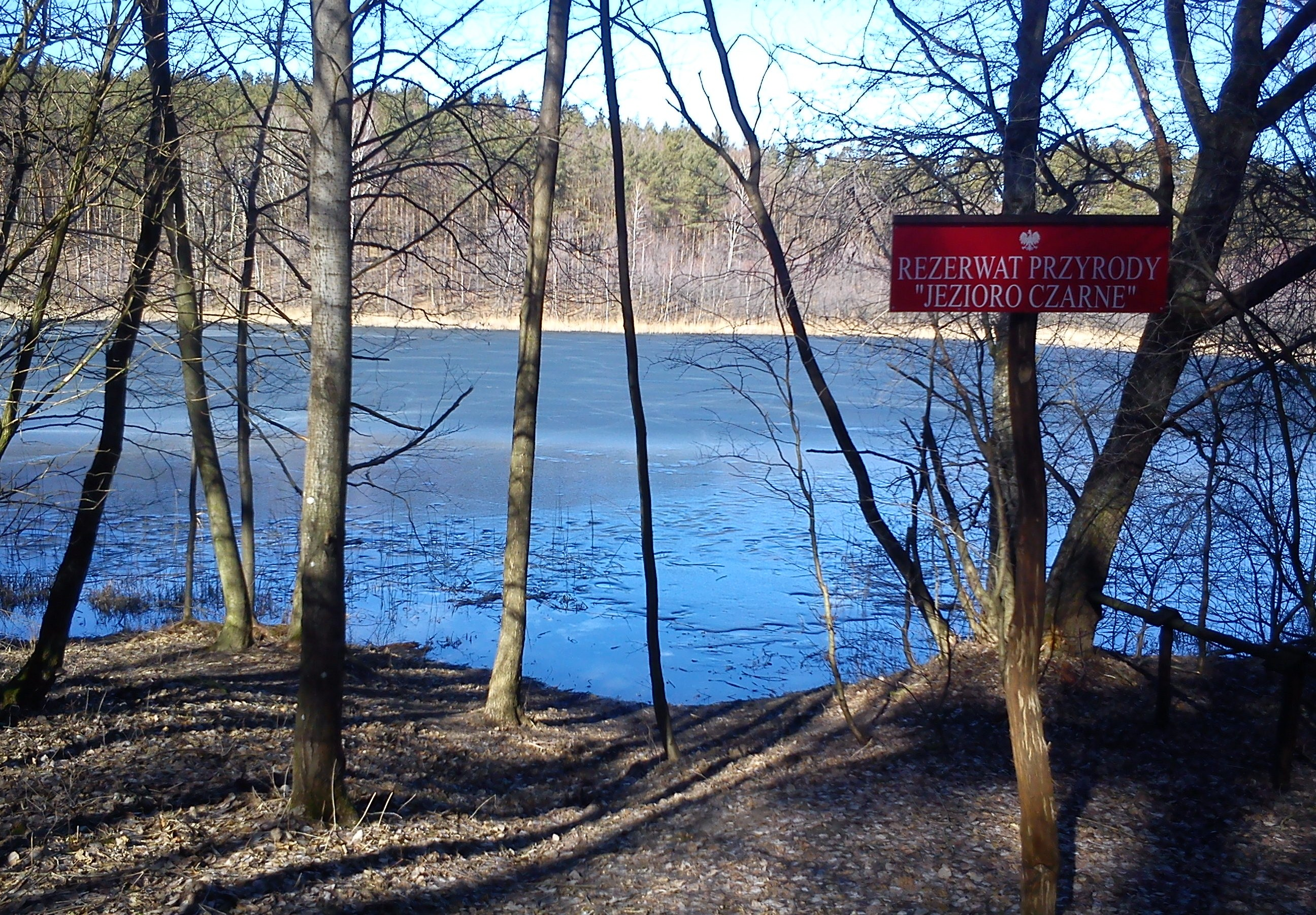
La réserve du lac Czarne (noir).
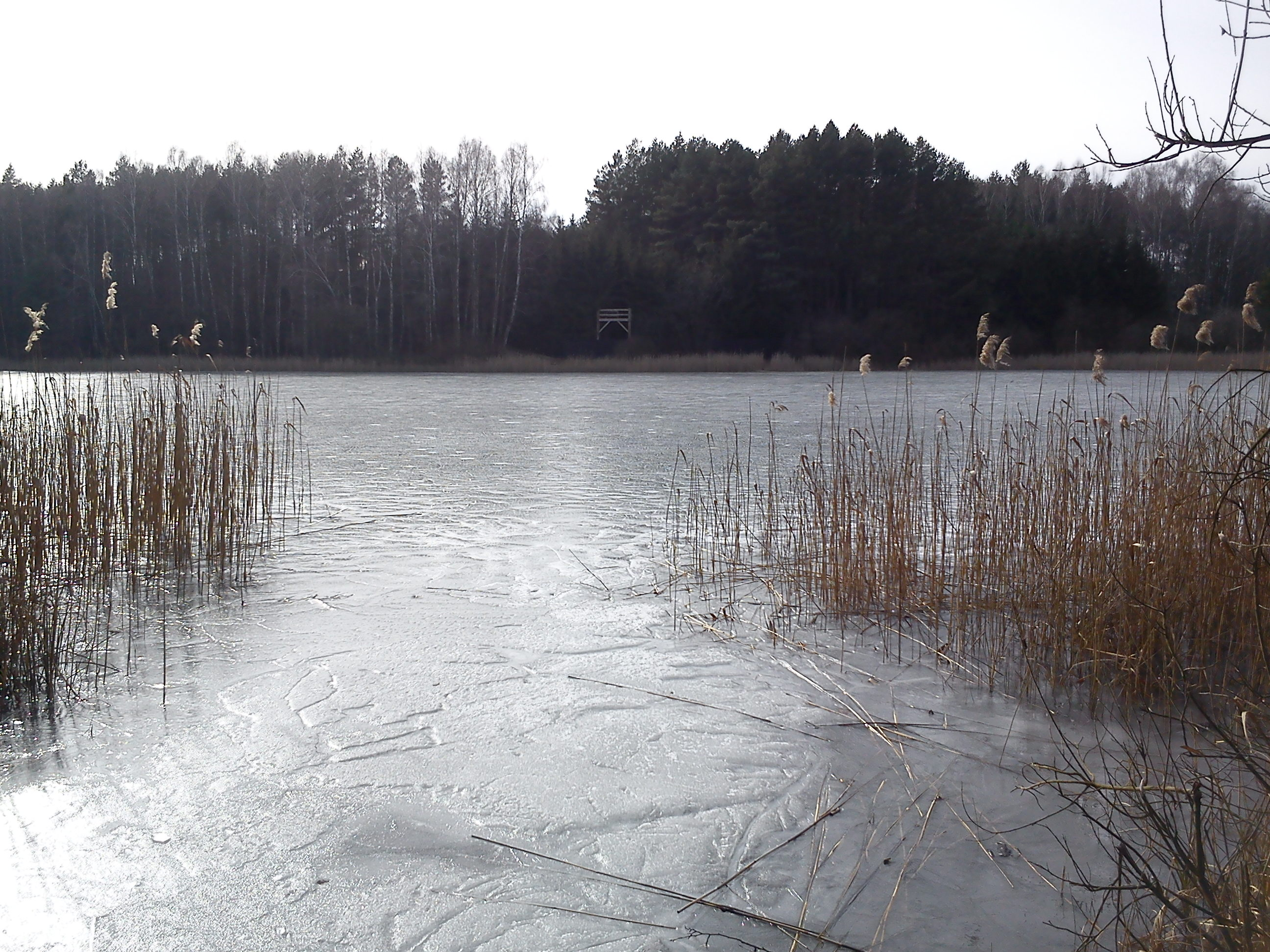
Le lac de Pławno.
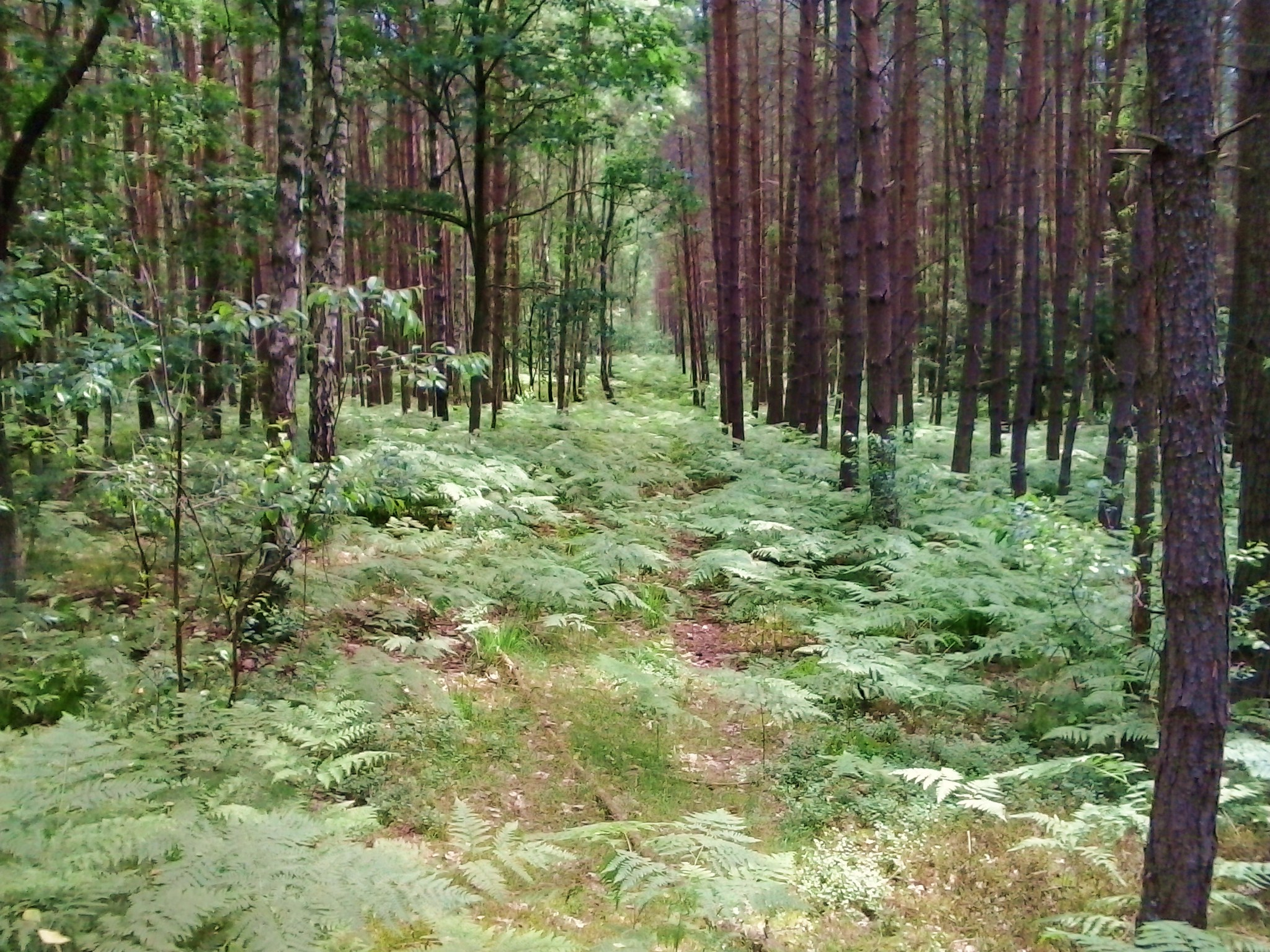
La forêt près de la rivière Hutka.
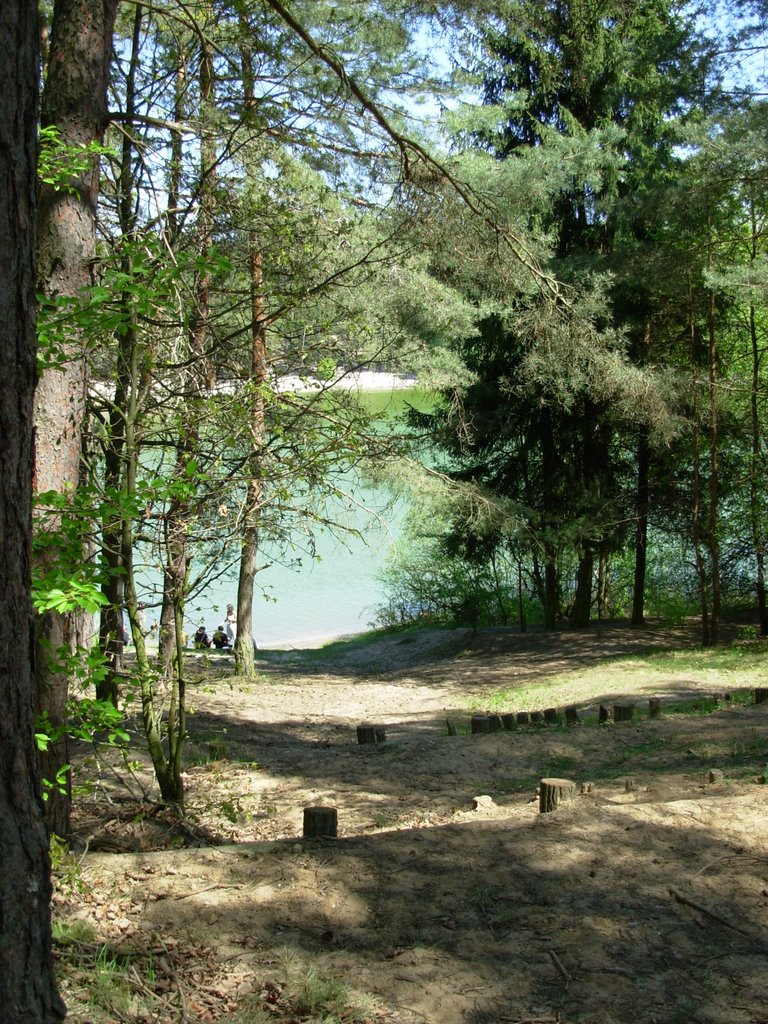
Le lac d'Okoniec.
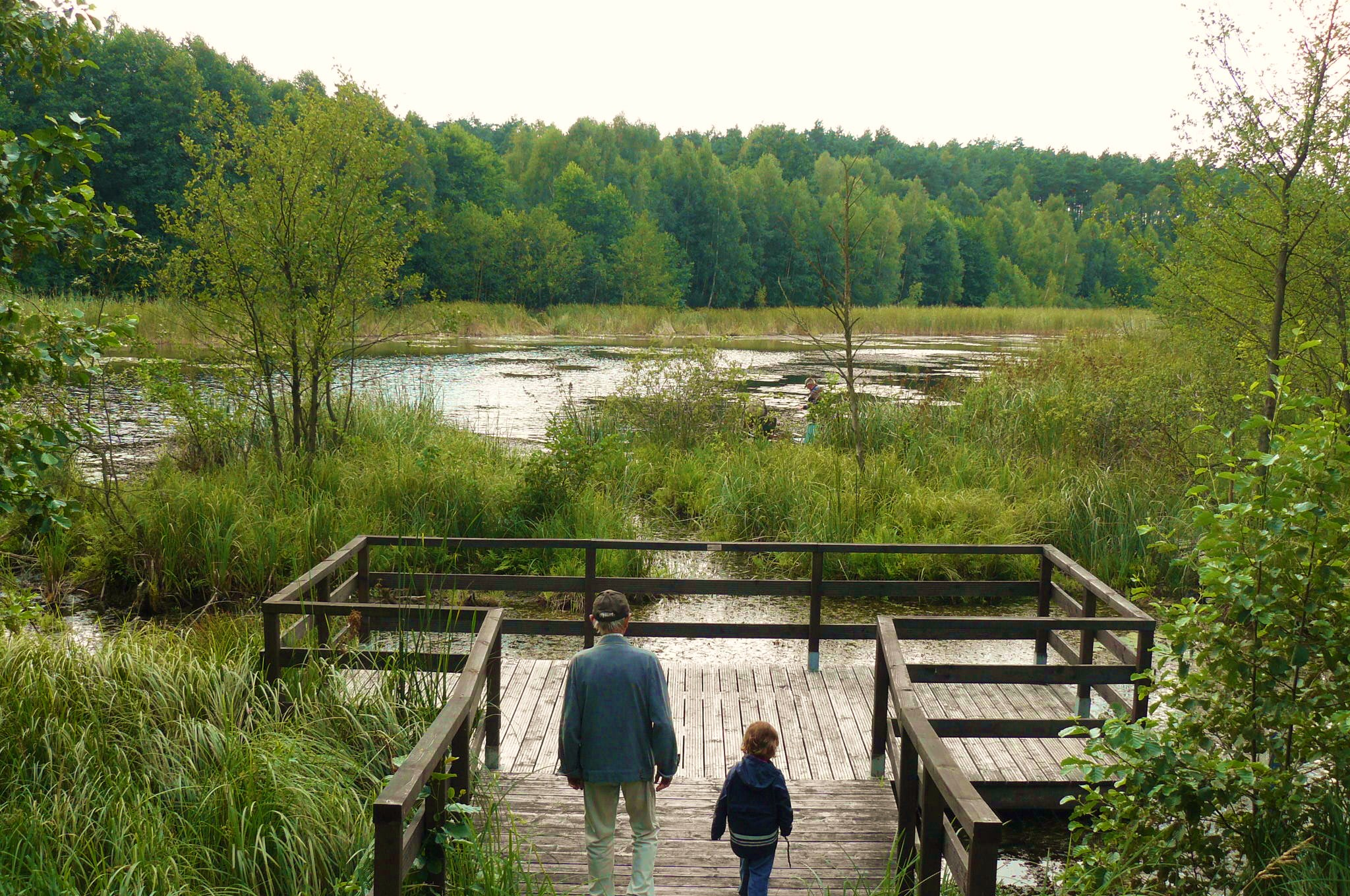
Le lac de Modre.
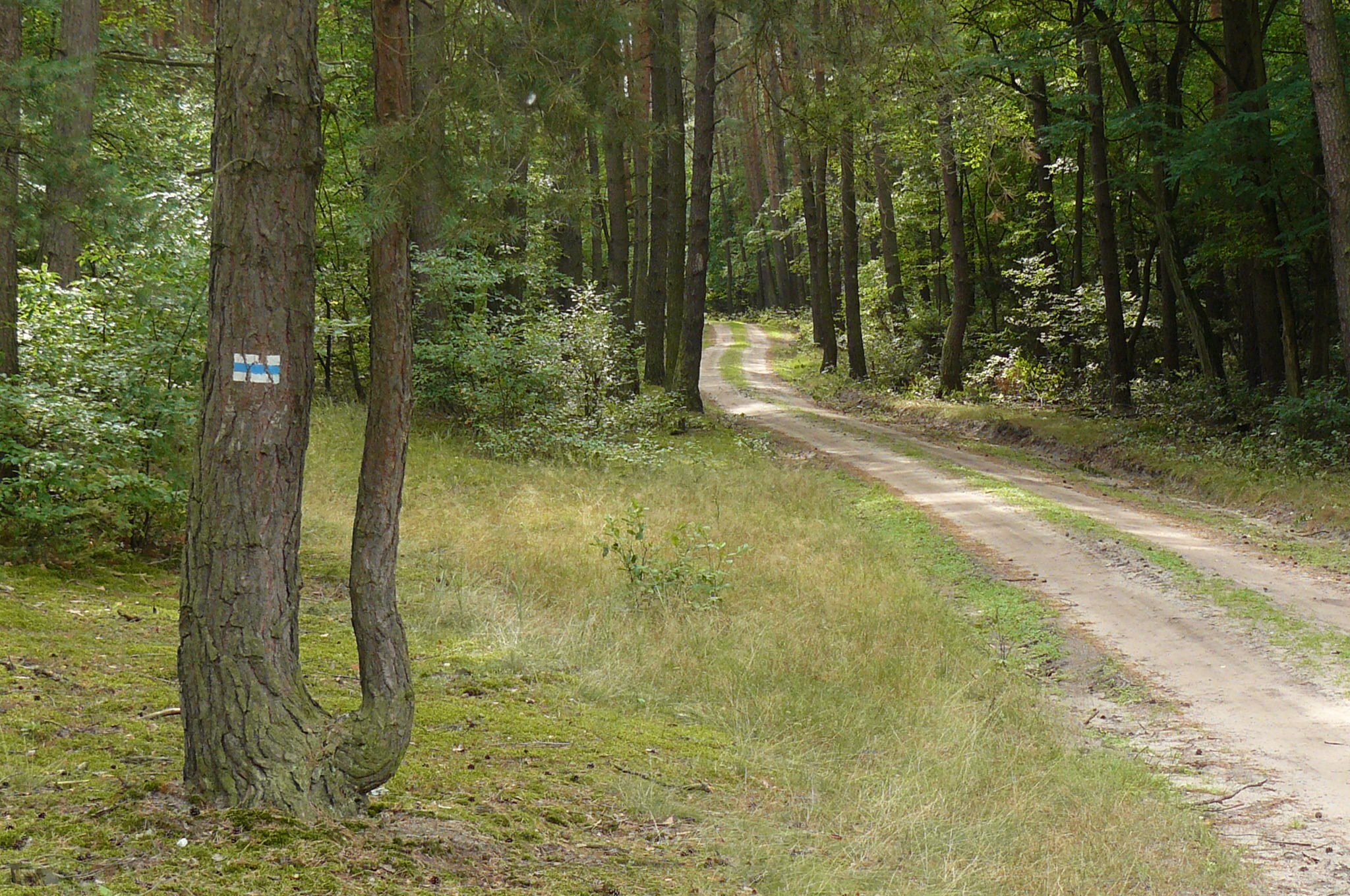
La forêt près de Potasze.
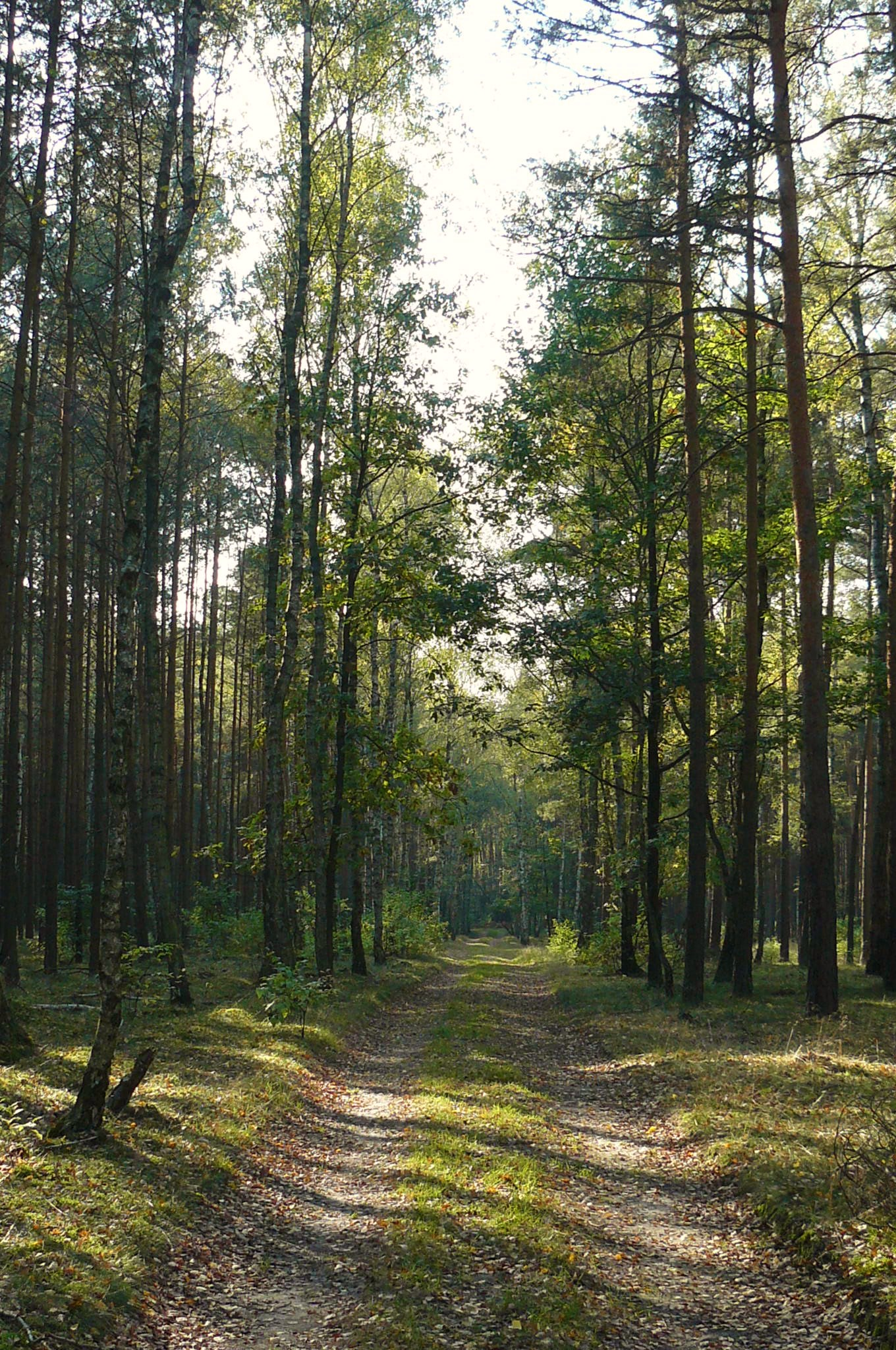
La forêt près de Trzaskowo.
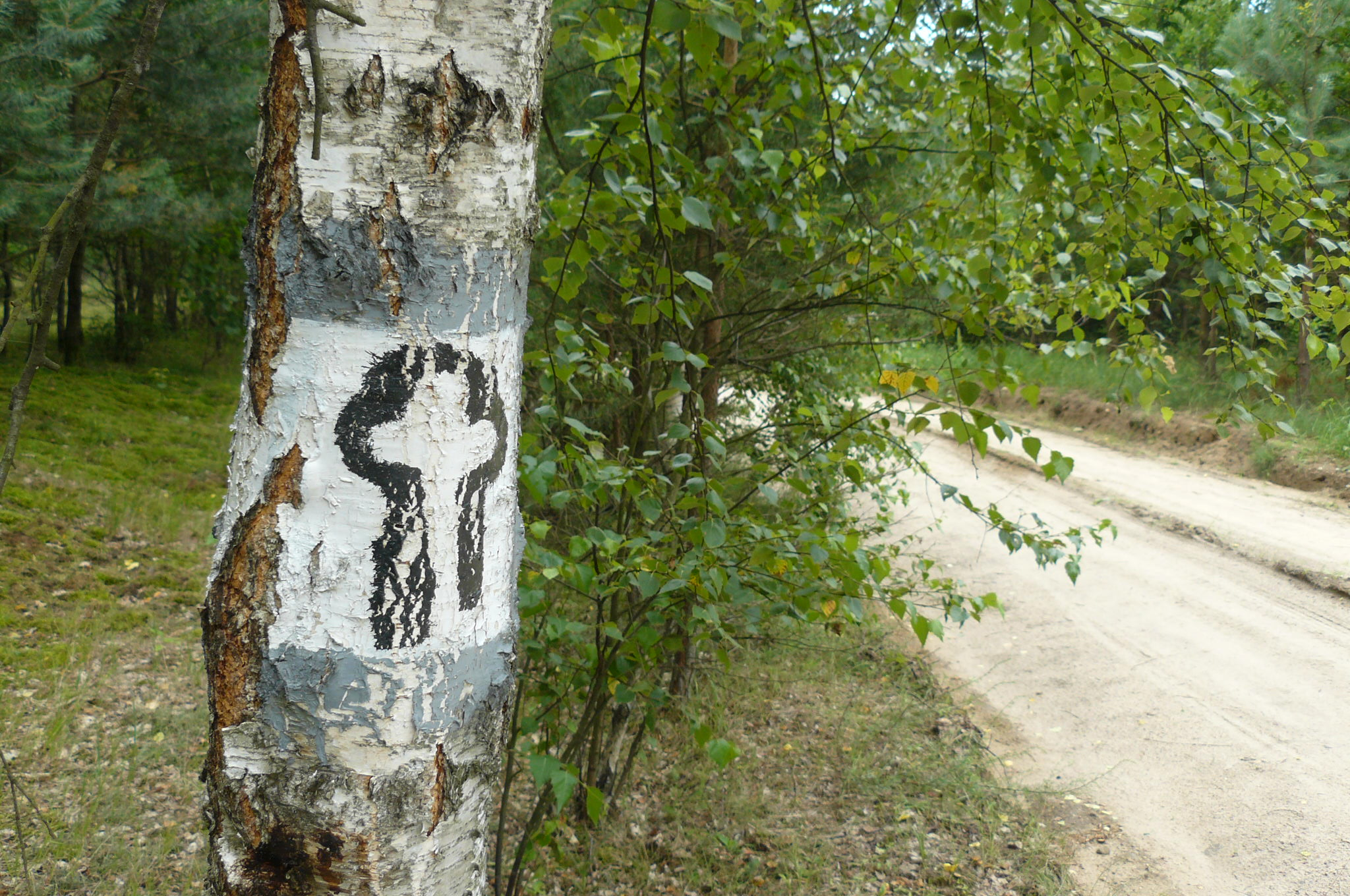
Le circuit touristique des cisterciens.